# حور بنفسجي
حور بنفسجي (الاسم العلمي:Populus violascens) هو نوع من النباتات يتبع جنس الحور من الفصيلة الصفصافية.